# Carria
Carria is een geslacht van insecten uit de orde vliesvleugeligen (Hymenoptera) en de familie Ichneumonidae.

## Soorten
- C. alishanensis Kusigemati, 1985
- C. concava Kusigemati, 1971
- C. dreisbachi Townes & Townes, 1959
- C. fortipes (Cameron, 1898)
- C. incarinata Kusigemati, 1968
- C. inculcata Townes & Townes, 1959
- C. paradoxa Schmiedeknecht, 1924
- C. shimamatsensis Kusigemati, 1968